# Miranda Priestly
Miranda Priestly est un personnage fictif créé par Lauren Weisberger en 2003 dans le livre Le Diable s'habille en Prada puis joué par Meryl Streep dans l'adaptation du livre au cinéma, Le Diable s'habille en Prada.
Miranda est rédactrice en chef du magazine de mode Runway. Elle est surtout connue pour son caractère glacial, limite inhumain et à sa puissance exceptionnelle dans le monde de la mode. 

## Biographie fictive
Miranda Priestly, née Miriam Princhek, vient d'une famille juive orthodoxe pauvre mais dévouée, qui compte sur la communauté pour les soutenir. Son père travaille occasionnellement et sa mère est morte lors de son accouchement. La grand-mère de Miriam s'installe chez eux pour élever les enfants. Pour payer les factures et arrondir les fins de mois, Miriam travaille comme assistante chez un styliste anglais. Très vite étouffée par son ambition débordante, elle apprend le français pour devenir assistante dans un magazine de mode en France.
Puis, Miriam Princhek, devenue Miranda Priestly gomme son accent rugueux qu'elle remplace par un accent sophistiqué et est alors embauchée chez Runway France par le PDG d'Elias Clark, Irv Ravitz, qui la transfère à la rédaction de Runway USA. Elle va redorer le blason du magazine et va le rendre très célèbre. Elle, ses filles Cassidy et Caroline, ainsi que son mari emménageront alors dans un hôtel particulier entre Park Avenue et Lexington Avenue, dans la soixante-treizième rue. Rédactrice en chef du magazine Runway, ses avis sont particulièrement écoutés et pris au sérieux car il sert de référence au monde de la mode. Elle est connue pour porter tous les jours sur elle un carré Hermès.
La cruauté de Miranda cause une rotation de personnel élevée parmi ses nombreuses assistantes. Cette cruauté lui vaut aussi le surnom de "femme dragon" auprès du grand public.
Miranda vécut de nombreux divorces qui firent souvent la une de divers magazines people américains.